# Trimalaconothrus platyrhinus
Trimalaconothrus platyrhinus är en kvalsterart som beskrevs av Hammer 1962. Trimalaconothrus platyrhinus ingår i släktet Trimalaconothrus och familjen Malaconothridae. Inga underarter finns listade i Catalogue of Life.